# MDR Schlagerwelt
MDR Schlagerwelt est une station de radio de la Mitteldeutscher Rundfunk consacrée au schlager.

## Programme
Le programme veut regrouper la musique germanophone et le schlager sous toutes ses formes. Il s'inspire de l'émission Meine Schlagerwelt, qui comprend l'émission de radio, l'émission de télévision et la webradio. Toutes les heures, il y a un bulletin de MDR aktuell et à chaque moitié d'heure, des nouvelles régionales de MDR Sachsen, MDR Sachsen-Anhalt ou MDR Thüringen.

### Source de la traduction
- (de) Cet article est partiellement ou en totalité issu de l’article de Wikipédia en allemand intitulé « MDR Schlagerwelt » (voir la liste des auteurs).